# Ming (Muschel)

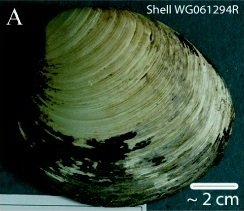
Ming, eine 507 Jahre alte Muschel

Ming (* 1499; † 2006) war eine Muschel und mit 507 Jahren das langlebigste nicht in einer Kolonie lebende Tier, das der Wissenschaft bekannt ist. Benannt ist Ming nach der gleichnamigen Dynastie, die zum Zeitpunkt der Geburt der Muschel im Kaiserreich China herrschte.
Ming war eine Islandmuschel (Arctica islandica) und wurde 2006 von Wissenschaftlern der walisischen Bangor University und der Iowa State University, Ames (USA), vor Islands Küste vom Meeresboden aufgesammelt. Die Muschel wurde eingefroren und starb dabei. Im Jahr 2007 veröffentlichten die Wissenschaftler das Alter der Muschel mit 405 bis 410 Jahren. Die ursprüngliche und falsche Altersangabe beruhte auf einer fehlerhaften Zählung der Jahresringe an den Bändern, da diese aufgrund des extrem hohen Alters sehr verdichtet sind. Eine neue Zählung über die äußere Schale der Muschel, veröffentlicht zu Beginn des Jahres 2013, ergab das neue Methusalemalter von wahrscheinlich 507 Jahren.
Die Behauptung der Sunday Times, die Wissenschaftler hätten der Muschel den Namen „Ming“ gegeben, wird von James Scourse von der Bangor University zurückgewiesen.
Die Muschel steht im Guinness-Buch der Rekorde als ältester Mollusk.